# Стаття B²FH
B²FH (повна назва Synthesis of the Elements in Stars) — наукова стаття, присвячена ядерним реакціям у зорях та утворенню елементів у Всесвіті. Опублікована в 1957 році і є однією з найбільш цитованих статей з астрофізики. Скорочену назву статті B²FH складено з перших літер прізвищ її авторів: Маргерет та Джеффрі Бербіджи, Вільям Фаулер та Фред Гойл. На основі астрономічних та лабораторних даних стаття ідентифікує процеси утворення елементів, важчих за залізо, і пояснює їх відносну кількість. Стаття стала дуже впливовою як в астрономії, так і в ядерній фізиці.  

## Передісторія
В 1946 році Георгій Гамов та Фред Гойл незалежно один від одного опублікували дві наукові статті, в яких розглядали питання утворення хімічних елементів у Всесвіті. Гамов стверджував, що хімічні елементи здебільшого утворилися невдовзі після виникнення Всесвіту при первинному нуклеосинтезі, а Гойл вважав, що хімічні елементи, важчі за літій, переважно утворюються в зорях, тобто в ході зоряного нуклеосинтезу. Обидві роботи сходилися в тому, що легкі ядра (водень, гелій і невелика кількість літію) утворилися не в зорях, і тепер їхня кількість пояснюється теорією первинного нуклеосинтезу. Стосовно ж важчих елементів, до початку 1950-х років набагато більшу підтримку мала теорія Гамова. Виникнення важких елементів у зорях здавалося малоймовірним, оскільки для їх синтезу була потрібна температура на два порядки більша, ніж у зорях головної послідовності. Однак згодом і в теорії Гамова виявилися проблеми: хімічний склад спостережуваного Всесвіту був занадто неоднорідний для такого повсюдного нуклеосинтезу, крім того, відсутність стабільних ядер із масовими числами 5 і 8 майже унеможливлювала синтез елементів із більшими масовими числами. За сучасними уявленнями при первинному нуклеосинтезі сформувалися лише деякі легкі ядра.
У 1950-ті роки стали відомими різні ядерні реакції у зорях: наприклад, у 1952 році Едвін Солпітер відкрив можливість перетворення в термоядерних реакціях гелію на вуглець[джерело?], а у 1953—1954 роках було відкрито ядерне горіння вуглецю та кисню[джерело?]. Важливу роль також відіграло виявлення в деяких зорях технецію (1952): усі ізотопи цього елемента мають період напіврозпаду не більше 4⋅106 років, тому стало очевидним, що важкі елементи утворюються в зорях і в деяких випадках потрапляють на їх поверхню.

## Написання статті
Автори майбутньої статті почали працювати разом після того, як Маргеріт та Джефрі Бербідж у 1953 році вивчили спектри деяких пекулярних зір з аномальним вмістом деяких хімічних елементів. Їхніми даними згодом зацікавився Вільям Фаулер. Після чого їх запросили відвідати Гойла в Кембриджі. Спочатку вони почали досліджувати  повільного нейтронного захоплення, яким очікували пояснити хімічний склад, що спостерігається. Під час перебування в Кембриджі квартет співпрацював над кількома проектами; Фаулер і Гойл почали роботу над оглядом, який став B²FH. Фаулер повернувся до Каліфорнійського технологічного інституту з роботою, далекою від завершення, і закликав Бербіджів приєднатися до нього в Каліфорнії. Для обох Бербіджів у 1956 році Фаулер створив для них тимчасові посади в Каліфорнійському технологічному інституті.  
Остаточна версія статті має 104 сторінки, 34 графіки, 4 фотографії та 22 таблиці. 
Стаття B²FH посилається у тому числі і на роботи Гойла зроблені в 1946 та в 1954 роках, але в B²FH головним автором не був ні Гойл, ні будь-хто: доробок усіх чотирьох авторів був приблизно однаковим.

## Стаття
Під назвою «Synthesis of the Elements in Stars»  наукова стаття була опублікована в 1957 році в журналі Reviews of Modern Physics. Стаття більш відома під назвою B²FH, яка складена з перших літер прізвищ її авторів. 
Стаття B2FH була нібито оглядовою, яка підсумовувала останні досягнення в теорії зоряного нуклеосинтезу. Однак вона вийшла за рамки простого огляду роботи Гойла, включивши спостережні вимірювання надлишку елементів, опубліковані Бербіджами і лабораторні експерименти Фаулера з ядерних реакцій. Результатом став синтез теорії та спостережень, який дав переконливі докази гіпотези Гойла.
Теорія передбачала, що кількість елементів буде змінюватися протягом космологічного часу, ідея, яку можна перевірити за допомогою астрономічної спектроскопії. Кожен елемент має характерний набір спектральних ліній, тому зоряну спектроскопію можна використовувати для визначення складу атмосфери окремих зір. Спостереження вказували на сильну негативну кореляцію між початковим вмістом важких елементів у зорі (відомим як металічність) та її віком. Зорі, утворені пізніше, як правило, мають більшу металічність.
Ранній Всесвіт складався лише з легких елементів, утворених під час нуклеосинтезу Великого вибуху. Зоряна структура та діаграма Герцшпрунга–Рассела вказують на те, що тривалість існування зорі сильно залежить від її початкової маси, причому найбільш масивні зорі існують дуже короткий час, а менш масивні зорі — довший. У статті B2FH стверджується, що коли зоря руйнується, вона збагачує міжзоряне середовище «важкими елементами» (це всі елементи, важчі за літій), з якого потім утворюються нові зорі.
У статті B²FH описано ключові аспекти ядерної фізики та астрофізики, пов’язані з тим, як ці важкі елементи утворюються в зорях. Досліджуючи таблицю нуклідів, автори визначили різні зоряні середовища, які можуть спричинити спостережувані моделі розповсюдження ізотопів і ядерні процеси, які повинні відповідати за них. Автори використовують процеси ядерної фізики, тепер відомі як s-процес, r-процес та p-процес, щоб пояснити утворення елементі, важчих заліза. Поширеність цих важких елементів та їхніх ізотопів приблизно в 100 000 разів менша, ніж кількість основних елементів, що підтверджує гіпотезу Гойла 1954 року про ядерний синтез в оболонках масивних зір.
У статті з хорошою точністю пояснено походження більшості хімічних елементів у Всесвіті: ядерними реакціями у зорях не вдалося пояснити лише утворення дейтерію, гелію-3, гелію-4 та літію-7. Ці елементи, як згодом з'ясувалося, виникли при первинному нуклеосинтезі невдовзі після Великого вибуху.
У статті також запроваджено назви для кількох ядерних процесів (крім горіння водню та гелію).
- α-процес, у якому ядра вуглецю або деяких важчих елементів захоплюють альфа-частинки;
- e-процес, що відбувається в наднових, коли прямі та зворотні реакції приходять у рівновагу та формуються елементи залізного піку;
- s-процес і r-процес, при яких відбувається «повільне» і «швидке» захоплення нейтронів відповідно;
- p-процес, при якому відбувається захоплення протонів;
- x-процес, що поєднував невідомі авторам реакції, у яких мали утворюватися дейтерій, гелій і літій.

## Визнання
Стаття B²FH стала однією з найважливіших та найбільш цитованих статей з астрофізики. На травень 2022 року вона мала понад 2600 цитувань[джерело?]. Ця стаття привернула увагу до галузі ядерної астрофізики[джерело?].  
1983 року Нобелівську премію з фізики розділили Фаулер і Субраманьян Чандрасекар. Фаулер був удостоєний премії «за теоретичні та експериментальні дослідження ядерних реакцій, формування хімічних елементів у Всесвіті».
У 2007 році в Каліфорнійському технологічному інституті в Пасадені відбулася конференція з нагоди 50-ї річниці публікації B²FH, де Джеффрі Бербідж представив зауваження щодо написання B²FH.

## Першоджерело
Burbidge, E. Margaret; Burbidge, G. R.; Fowler, William A.; Hoyle, F. (1957)   "Synthesis of the Elements in Stars". Reviews of Modern Physics. 29 (4): 547–650. Bibcode 1957RvMP...29...547B doi: 10.1103/RevModPhys.29.547